# Erlana Larkins
Erlana Larkins (nascida em 2 de abril de 1986) é uma jogadora norte-americana de basquete. Joga atualmente no Indiana Fever, equipe da WNBA. Ela entrou na liga através do draft de 2008.